# Kwas N-acetylomuraminowy
Kwas N-acetylomuraminowy – organiczny związek chemiczny, pochodna kwasu muraminowego. W swojej budowie chemicznej zawiera pierścień 2-glukozaminy połączony z grupą acetylową wiązaniem amidowym. Do atomu węgla C3 pierścienia glukopiranozowego natomiast przyłączona jest cząsteczką kwasu mlekowego.
Wchodzi w skład peptydoglikanu, polisacharydu stanowiącego składnik ściany komórkowej bakterii. Lizozym – enzym dokonujący hydrolizy wiązania glikozydowego peptydoglikanu – rozcina to wiązanie między atomem węgla C1 cząsteczki kwasu N-acetylomuraminowego a atomem tlenu połączonym z atomem węgla cząsteczki N-acetyloglukozaminy.